# Фельдман, Владимир Исаакович
Владимир Исаакович Фельдман (род. 13 сентября 1959, Житомир) — советский и австралийский шахматист, мастер спорта СССР (1984), международный мастер (1999), тренер ФИДЕ (2005).
Выпускник ГЦОЛИФКа. С начала 1990-х гг. живет в Австралии.
Чемпион Сиднея 1993 и 1994 гг. Чемпион Нового Южного Уэльса 1995 г.
Главного спортивного успеха добился в 1999 г., когда победил в 1-м чемпионате Океании и квалифицировался в основную сетку чемпионата мира ФИДЕ.
В 2004 г. участвовал в чемпионате стран Содружества наций.
В составе сборной Австралии участвовал во Всемирных интеллектуальных играх 2008 г. (командные турниры по блицу и рапиду).
В составе сборной Канберры участвовал в чемпионате мира среди команд городов (Эль-Айн, 2012 г.).
Жена — международный мастер И. Березина. Вместе с ней является совладельцем шахматной школы «Chess Masters» в Сиднее.

## Спортивные результаты
| Год         | Город      | Соревнование                                     | + | − | = | Результат | Место         |
| ----------- | ---------- | ------------------------------------------------ | - | - | - | --------- | ------------- |
| 1986        | Киев       | Чемпионат Киева                                  |   |   |   |           |               |
| 1993        | Сидней     | Чемпионат Сиднея                                 |   |   |   |           | 1             |
| 1994        | Сидней     | Чемпионат Сиднея                                 |   |   |   |           | 1             |
| 1995        |            | Чемпионат Нового Южного Уэльса                   |   |   |   |           | 1             |
| 1995 / 1996 | Сидней     | Чемпионат Австралии                              | 5 | 3 | 3 | 6½ из 11  | 6—8           |
| 1999        | Голд-Кост  | Чемпионат Океании (зональный турнир 3.2b)        | 5 | 0 | 4 | 7 из 9    | 1             |
|             | Лас-Вегас  | Чемпионат мира ФИДЕ (1-й круг, против Ж. Мажема) | 0 | 2 | 0 | 0 : 2     | Выбыл         |
| 2001        | Голд-Кост  | Чемпионат Океании (зональный турнир 3.2b)        | 4 | 3 | 2 | 5 из 9    | 6—11          |
| 2001 / 2002 | Мельбурн   | Чемпионат Австралии                              | 4 | 3 | 4 | 6 из 11   | 10—14         |
| 2002        | Корал-Кост | Чемпионат Океании (зональный турнир 3.2b)        | 3 | 2 | 4 | 5 из 9    | 8—10          |
| 2004        | Мумбаи     | Чемпионат стран Содружества                      | 2 | 2 | 5 | 4½ из 9   | [ 9 ] [ 10 ]  |
| 2005        | Окленд     | Чемпионат Океании (зональный турнир 3.2b)        | 3 | 0 | 6 | 6 из 9    | 6—10          |
| 2008        | Пекин      | Всемирные интеллектуальные игры                  |   |   |   |           |               |
| 2009        | Голд-Кост  | Чемпионат Океании (зональный турнир 3.2b)        |   |   |   | 5 из 9    | [ 13 ] [ 14 ] |
| 2011        | Роторуа    | Чемпионат Океании (зональный турнир 3.2b)        |   |   |   |           | [ 15 ]        |
| 2012        | Эль-Айн    | Командный чемпионат мира среди городов           |   |   |   |           |               |

## Изменения рейтинга
| Графики недоступны из-за технических проблем. См. информацию на Фабрикаторе и на mediawiki.org. |